# Schnelsen
Schnelsen, Hamburg-Schnelsen — dzielnica miasta Hamburg w Niemczech, w okręgu administracyjnym Eimsbüttel. 
1 kwietnia 1938 na mocy ustawy o Wielkim Hamburgu włączony w granice miasta.
W dzielnicy znajduje się siedziba firmy wysyłkowej Otto Group.